# Maximilian Sznajder
Maximilian Sznajder (Krakkó, 1902. április 19. – 1953. november 12.) lengyel nemzetközi labdarúgó-játékvezető.

## Pályafutása

### Nemzetközi játékvezetés
A Lengyel labdarúgó-szövetség Játékvezető Bizottsága (JB) terjesztette fel nemzetközi játékvezetőnek, a Nemzetközi Labdarúgó-szövetség (FIFA) 1934-től tartotta nyilván bírói keretében. Több nemzetek közötti válogatott és klubmérkőzést vezetett vagy működő társának partbíróként segített. Az aktív nemzetközi játékvezetéstől 1949-ben búcsúzott. Válogatott mérkőzéseinek száma: 5.

## Statisztika

### Nemzetközi válogatott mérkőzései
| #  | Dátum                | Helyszín                     | Hazai                  | Eredmény | Vendég        | Kiírás               | Gólok | Esemény |
| -- | -------------------- | ---------------------------- | ---------------------- | -------- | ------------- | -------------------- | ----- | ------- |
| 1. | 1934. március 25.    | Pardubice                    | Csehszlovákia (amatőr) | 2 – 2    | Románia       | Európa-kupa (amatőr) | -     |         |
| 2. | 1939. május 18.      | Bukarest                     | Románia                | 4 – 0    | Lettország    | barátságos           | -     |         |
| 3. | 1947. szeptember 21. | Bukarest, Stadionul Giulești | Románia                | 2 – 6    | Csehszlovákia | barátságos           | -     |         |
| 4. | 1948. július 4.      | Bukarest, Stadionul Giulești | Románia                | 2 – 1    | Csehszlovákia | Balkán-kupa          | -     |         |
| 5. | 1949. április 10.    | Prága                        | Csehszlovákia          | 5 – 2    | Magyarország  | Európa-kupa          | -     |         |
|    | Összesen             |                              |                        | 5        | mérkőzés      |                      |       |         |